# Венера Урбинская
«Венера Урбинская» — одно из произведений Тициана, выдающегося художника венецианской школы живописи периода позднего Возрождения. Картина написана им в 1538 году. В настоящее время хранится в галерее Уффици во Флоренции.

## История создания
Картина написана по заказу герцога Урбинского Гвидобальдо II делла Ровере. Возможно, прототипом Венеры Урбинской послужила юная невеста Гвидобальдо Джулия Варано. По другой версии моделью для картины стала возлюбленная Тициана, которую он изобразил по меньшей мере на трёх полотнах. Высказывалось также предположение, что на картине могла быть изображена мать Гвидобальдо, Элеонора Гонзага, это предположение основывается на определённом сходстве между портретом Элеоноры работы Тициана и «обнаженной женщиной», а кроме того, на обоих картинах изображена одна и та же свернувшаяся клубочком собачка.

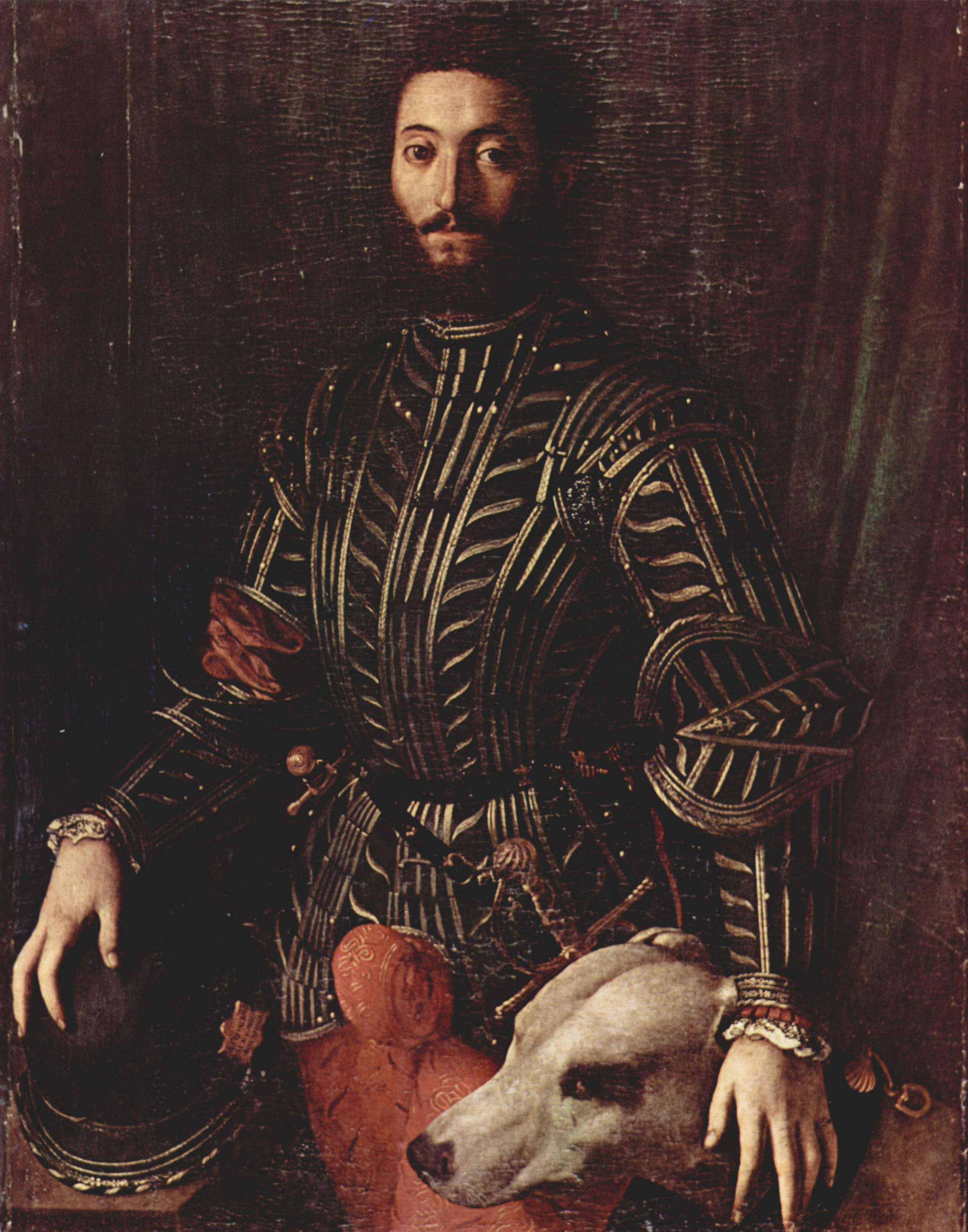
Аньоло Бронзино. Портрет Гвидобальдо делла Ровере. 1532. Палаццо Питти, Флоренция

9 марта 1538 года Гвидобальдо отправил в Венецию к послу своего отца курьера с предписанием привезти две картины, заказанные им у Тициана. Курьер не должен был возвращаться без заказанных произведений, хотя бы ему и пришлось ждать два месяца. Речь шла о портрете самого Гвидобальдо II делла Ровере и la donna nuda, обнажённой женщины.

## Композиция картины, её прототип и символика
На переднем плане картины в интерьере богатого дома изображена лежащая молодая нагая женщина, которая иконографически ассоциируется с богиней Венерой. На ней только несколько украшений — кольцо, браслет и серёжки. Открытый взгляд женщины направлен прямо на зрителя. В правой руке Венера держит цветы, её левая рука прикрывает лоно, образуя центр композиции картины. У ног Венеры спит маленькая собачка. На дальнем плане картины справа изображены две служанки, занятые сундуком с нарядами.
В 1508—1510 годах выдающийся венецианский живописец Джорджоне написал картину «Спящая Венера», в создании которой по мнению историков искусства принимал участие ученик Джорджоне Тициан. Очевидно типологическое сходство двух картин. При этом, по М. В. Алпатову Тициан в «Венере Урбинской» не только «отступает от Джорджоне в частностях», но и меняет весь его образный строй: «пышная нагота у Тициана так же закономерно сменяет девственно-целомудренную наготу Джорджоне, как цветущее лето сменяет робкую весну».
Существуют различные версии интерпретации тициановской нагой красавицы. Согласно одной из них, картина символизирует узы брака. Сундук с нарядами на дальнем плане  рассматривается при этом как приданое девушки. Другие исследователи считают, что «Венера Урбинская» — портрет куртизанки, фактически предлагающей себя зрителю. Возможно, Тициан хотел рассказать в своей картине о сексуальности в браке, соединив волнующую эротику с атрибутами добродетелей брака и прежде всего с верностью, которую олицетворяет изображённая на картине собачка.
Однако, эстетические идеалы ренессансной картины позволяют видеть в наготе «Венеры Урбинской» и более идеальную тему. Тема обнажённости приобретает в Италии XV—XVI веков значение художественной нормы. Нагота воспринимается не как изображение человека, с которого совлечена одежда. В наготе художники видят естественное состояние человека, его художественную идею. Нагота как воплощение нравственной чистоты, целомудрия, истины противополагалась художниками Возрождения одетости, как «правда обнажённая» — «правде украшенной». Возможность такого возвышенного тематического прочтения «Венеры Урбинской» создаётся и некоторыми особенностями её композиции: «Венера как бы отделена от пространства комнаты, благодаря чему она существует в своем особом мире, где граница идеального и реального оказывается зыбкой»; «…тончайшими сочетаниями тёплых и холодных оттенков в изображении тела Венеры Тициан создаёт ощущение постоянных переливов цвета и света, и этот мотив пульсирующего движения не просто моделирует формы тела, но открывает в нем средоточие, дыхание жизни. В то же время за Венерой поднимается чёрный абстрактный цвет стены, из глухого неподвижного сумрака перерастая в чистый звук напряженной, восходящей из ниоткуда в никуда вертикали. Рядом с этой чёрной фигурой, подобной силуэту арфы, внешне предметная глубина окна преображается в глубину беспредметную, а проявившаяся отвлечённая композиция чёрного и голубого открывает сознанию то, что поначалу было доступно лишь ощущению: образ трансцендентного, духовного пространства».

## Идеал женской красоты
У Тициана женщина держит в руке розы, считавшиеся символом Венеры. Кто бы ни была эта женщина: Венера или donna nuda, её тело отражает идеал красоты и является эротическим символом эпохи высокого Возрождения. Высокий лоб, считавшийся символом красоты в Средние века, ради которого женщины выбривали волосы на лбу, перестал быть идеалом. Теперь волосы обрамляют лицо, смягчая его черты. Излюбленным цветом волос стал не тёмный, как у большинства итальянок от природы, а светлый. Почти у всех мифологических фигур, изображённых художниками итальянского Возрождения, были светлые волосы. Грудь считалась красивой, если она была маленькая, круглая и упругая. Живот женщины Тициан изобразил лишь слегка округлённым. На готических картинах животы у женщин изображали как правило более выпуклыми. В эпоху Возрождения живописцы отказались от подобной практики и искали более естественные формы. Тем не менее живот считался центром женского тела, символом плодородия и продолжения рода.
Помимо величественных композиций на религиозные темы Тициан написал большое количество портретов как исторических лиц, так и неидентифицированных персонажей. Целый ряд в творчестве Тициана составляют полупортреты неизвестных женщин, в которых Тициан символическим языком рассказывает о силе женской притягательности. Среди изображённых на портретах женщин могли быть и венецианские куртизанки, которые в XVII в. занимали высокое социальное положение.

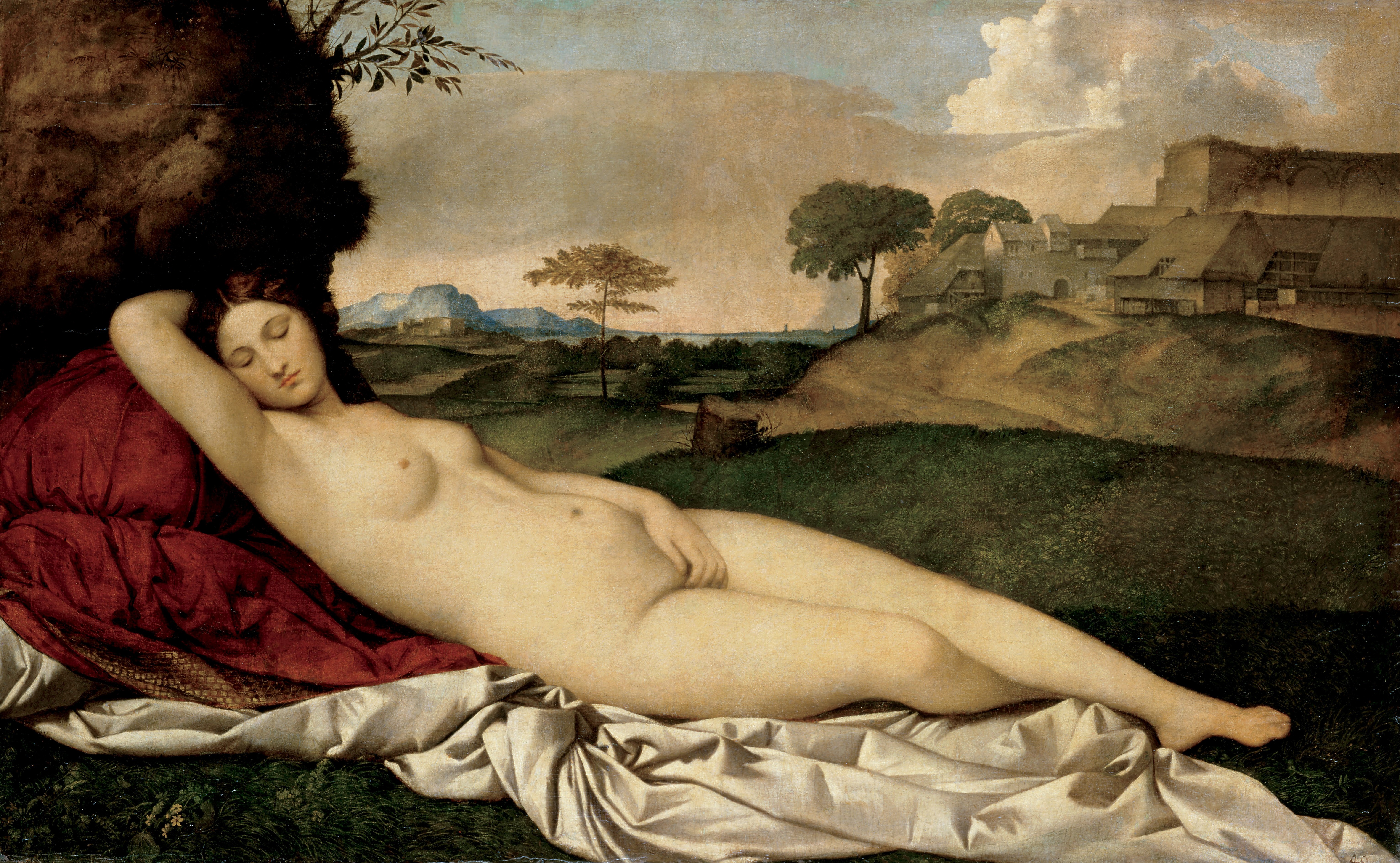
Джорджоне. Спящая Венера. 1508—1510. Картинная галерея. Дрезден

## Техника
В «Венере Урбинской» нашли своё полное отражение все характерные черты живописи Тициана. В частности волосы, кожа, меха, цветы, ткани и драгоценные камни переданы художником с натуральностью, близкой к оптическому обману. Этим эстетическим средством, а также сфумато, окружающем тело женщины, Тициан демонстрирует зрителю высокий уровень живописного мастерства.

## Интересные факты

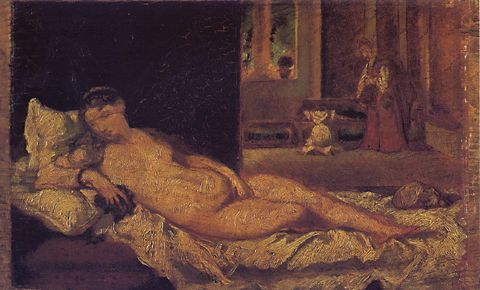
Эдуар Мане. Копия тициановской «Венеры Урбинской». 1856

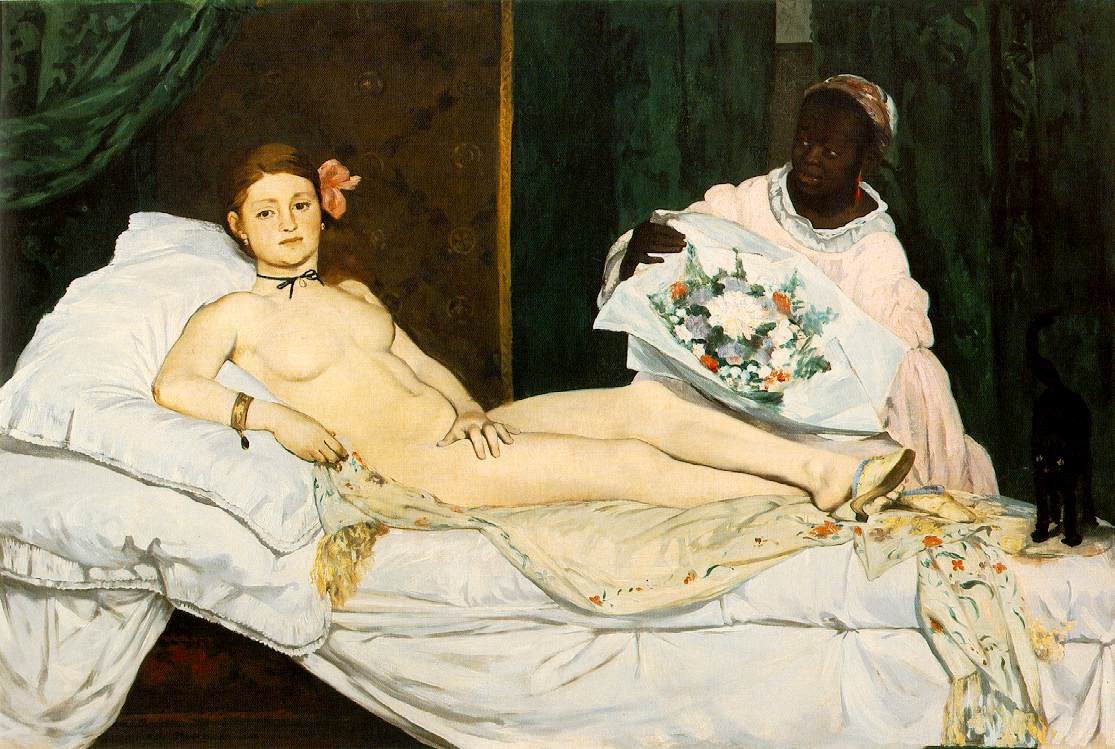
Эдуар Мане. Олимпия. 1863. Музей Орсе. Париж

- Тициановская «Венера Урбинская» вдохновила Эдуара Мане на создание его знаменитой «Олимпии».

## Кино
В фильме «Эль Греко» (2007 г.; Реж.: Яннис Смарагдис) есть эпизод, в котором показан Тициан во время создания «Венеры Урбинской». По сюжету испанские посланники, приехавшие в Венецию, посещают мастерскую Тициана как раз в тот момент, когда он работал над «Венерой Урбинской».